# Акасе Саяка
Акасе Саяка (25 серпня 1994) — японська плавчиня.
Призерка Чемпіонату світу з плавання на короткій воді 2014 року.
Переможниця Азійських ігор 2014 року.